# Satyrus amasina
Satyrus amasina är en fjärilsart som beskrevs av Otto Staudinger 1861. Satyrus amasina ingår i släktet Satyrus och familjen praktfjärilar. Inga underarter finns listade.